# Wolfgang Spier
Pour les articles homonymes, voir Spier et Spier (homonymie).
Wolfgang Spier, né le 27 septembre 1920 à Francfort-sur-le-Main (Allemagne) et mort le 18 mars 2011 à Berlin (Allemagne), est un metteur en scène, acteur, doubleur et présentateur allemand.

## Biographie
Wolfgang Spier est fils du psycho-chirologue Julius Spier (1887-1942) et voulait étudier la médecine après avoir obtenu son diplôme d'études secondaires, mais en tant que « demi-juif », il n'est pas autorisé à étudier par les nationaux-socialistes. Au lieu de cela, il fait un apprentissage dans le secteur bancaire à Berlin et travaille comme employé de banque jusqu'à la fin de la guerre. Cependant, il suit secrètement des cours de théâtre. Son professeur est tué une nuit de bombardement.
Dès 1946, Spier obtient un engagement au Hessisches Staatstheater à Wiesbaden, où il dirige également, sous Karl-Heinz Stroux. En 1950, Wolfgang Spier retourne à Berlin et fonde le club de théâtre British Center avec des acteurs comme Horst Buchholz, Martin Benrath et Wolfgang Neuss. Il travaille avec les Berliner Stachelschweinen et le cabaret Die Wühlmäuse. Après un court engagement permanent au Théâtre de Düsseldorf, il travaille comme réalisateur, acteur, doubleur et présentateur indépendant à partir de 1957. Le quiz télévisé Wer dreimal lügt le présente à un large public en Allemagne. En 1978, il présente à Erste le programme de quiz radio Allein gegen alle, conçu par Hans Rosenthal. Il dirige quatre programmes et confie ensuite la modération à Max Schautzer. Il réalise également la série comique Ein verrücktes Paar avec Grit Boettcher et Harald Juhnke et joue avec ce dernier en 1995 dans la pièce Sonny Boys de Neil Simon.

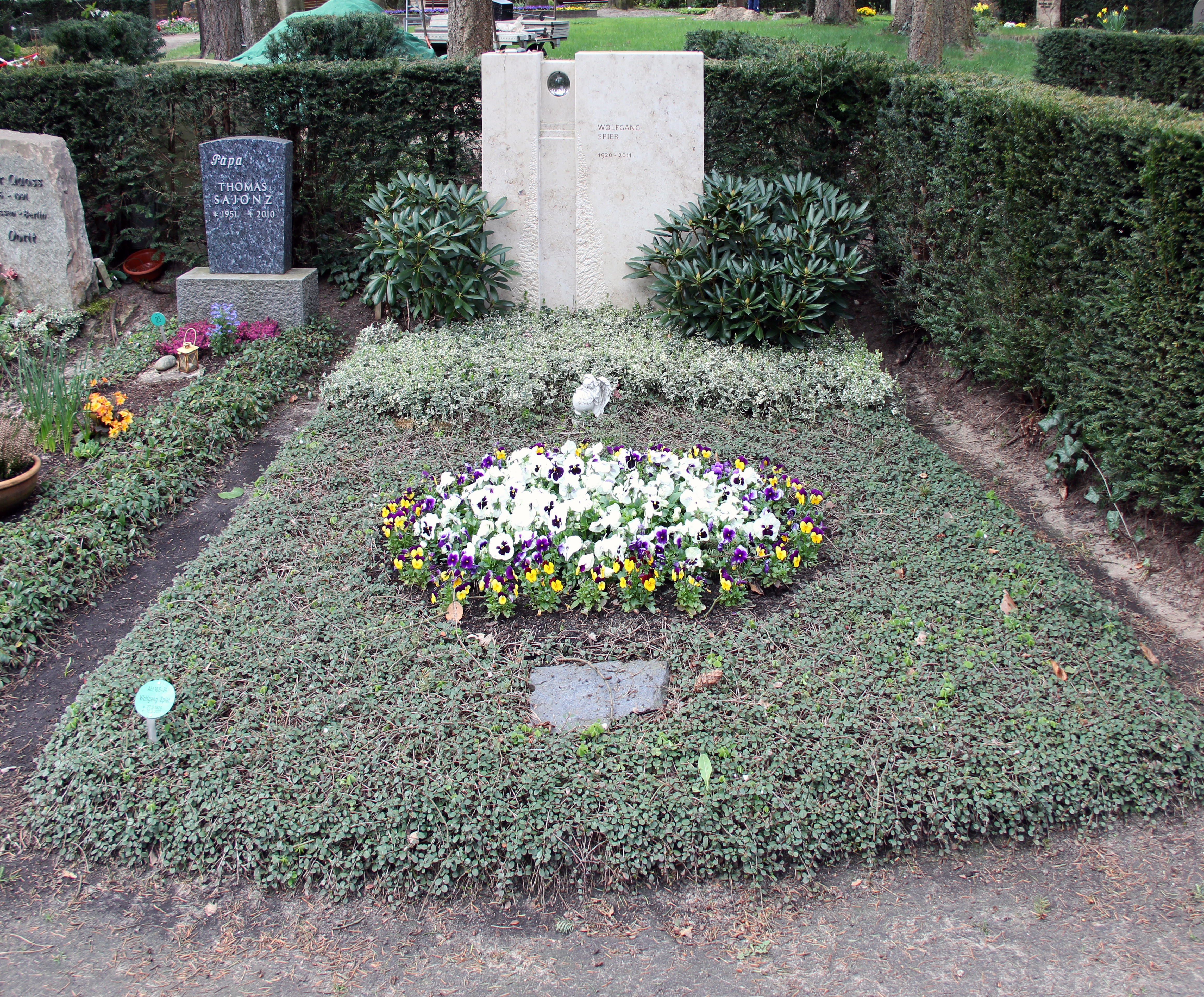
Tombe de Wolfgang Spier au Waldfriedhof Heerstraße à Berlin-Westend.

Spier joue dans plus de 250 pièces, du divertissement léger au divertissement sophistiqué, et est souvent appelé le « roi du théâtre de boulevard ». En tant que doubleur, Spier prête sa voix distinctive à Peter Cushing (Reise zur Insel des Grauens), Linda Hunt (dans son rôle oscarisé de correspondant de guerre masculin dans Ein Jahr in der Hölle), John Nettleton (Yes Minister), Donald Pleasence (dans Le Voyage fantastique et Dracula), Gene Wilder (Zwei Haudegen kommen selten allein) et Kenneth Williams (Ein total verrückter Urlaub (de)). Il joue également le rôle de narrateur pour la série télévisée La Légende des chevaliers aux 108 étoiles. 
De son premier mariage avec l'actrice Waltraud Schmahl de 1949 à 1951 est issu une fille. Il est ensuite marié à l'actrice Almut Eggert de 1959 à 1965. Il est le beau-père de Nana Spier et, avec Almut Eggert, il a également une fille, Miriam Bettina Spier, qui est également comédienne et doubleuse. Son troisième mariage a lieu entre 1981 et 1989 avec l'actrice Christine Schild. En 1991, il se marie une quatrième fois avec Brigitte Fröhlich.
Le 18 mars 2011, Wolfgang Spier meurt d'une crise cardiaque à Berlin à l'âge de 90 ans. Sa tombe se trouve au Waldfriedhof Heerstraße à Berlin-Westend (emplacement de la tombe : 16-G-24/25).

## Filmographie partielle

### Au cinéma
- 1961 : Le Miracle du père Malachias (Das Wunder des Malachias)
- 1963 : La Nuit la plus longue  (Die endlose Nachts)
- 1967 : Der Mörderclub von Brooklyn (de)
- 1968 : La Vengeance du scorpion d'or  (Im Banne des Unheimlichens)
- 1971 : Großstadtprärie (de)
- 1974 : Auch ich war nur ein mittelmäßiger Schüler (de)

### À la télévision
- 1954 : Die Fuchsjagd (téléfilm d'après La Souricière d'Agatha Christie
- 1963 : Der Fall Rohrbach (de) (série télévisée en trois parties, une partie)
- 1964 : Die Schneekönigin (réalisation)
- 1970 : Der Kommissar (épisode Tod einer Zeugin)
- 1970–1971 : Der Kurier der Kaiserin (de)
- 1971 : Komische Geschichten mit Georg Thomalla (de)
- 1975 : Derrick (épisode Tod am Bahngleis)
- 1975 : Beschlossen und verkündet (de) (épisode Der ehrliche Finder)
- 1975 : Beschlossen und verkündet (de) (épisode Geisterhände)
- 1977–1980 : Ein verrücktes Paar (de) (réalisation)
- 1977 : Das Biest (réalisation)
- 1980 : Pension Schöller (de) (réalisation)
- 1985 : Turf (de)
- 1993 : Glückliche Reise – Fidschi-Inseln (de) (série télévisée)
- 1997 : Großstadtrevier (de) (épisode Suchmeldungs)